# Cuba libre (singolo)
Cuba libre è un brano musicale del cantante italiano Zucchero Fornaciari pubblicato nel 2006 dalla Universal Music ed estratto come secondo singolo dall'album Fly, primo singolo destinato al mercato internazionale.

## Il brano
Il brano, dal ritmo latino (non a caso verrà ripreso nella raccolta La sesión cubana), ripercorre un particolare episodio della vita del cantante: il conflittuale rapporto tra Zucchero e la sua prima fidanzata toscana, Angela Figliè, sua futura prima moglie. Come descritto nell'autobiografia Il suono della domenica - Il romanzo della mia vita, i genitori di Angela erano contrari alla frequentazione della figlia con un musicista, all'epoca considerato un qualunquista e arrivista (si parla degli anni immediatamente successivi al Sessantotto). Appena la madre della ragazza lo venne a sapere, andò su tutte le furie e cominciò ad apostrofare Zucchero con una serie di contumelie: "Torna al tuo paese, mortadella, lascia stare mia figlia, lasagna che non sei altro!". L'offesa, evidentemente riferita all'origine emiliana e contadina dei Fornaciari, umiliò Adelmo, il quale, anni più tardi, la riprese nel testo di Cuba libre.
Il brano, inoltre, cita, sia nella musica che in parte del testo, il grande successo Me gustas tú di Manu Chao.
Ne è stata incisa una versione in spagnolo, dal titolo Cuba Libre (Mi amor), destinata al mercato internazionale.

## Il video
È stato realizzato un videoclip del pezzo, con ambientazione cubana ed alcune immagini che ritraggono Fidel Castro, il Che ed il presidente americano Kennedy, coll'intento di evocare lo storico conflitto tra Stati Uniti e Cuba, unite ad altre immagini della Cuba odierna.
- Cuba libre, su YouTube.
- Cuba libre (Mi amor), su YouTube.

## Tracce
Testo e musica di Zucchero.
- COD: Universal Music A/S

- COD: Polydor

1. Cuba libre – 3:32

- COD: Polydor ZUCUBAICDP1

1. Cuba libre – 3:30

## Classifiche

### Classifiche settimanali
| Classifica (2006) | Posizione massima |
| ----------------- | ----------------- |
| Russia (airplay)  | 200               |
| Europa            | 135               |